# Boscobel (Shropshire)
Pour l’article homonyme, voir Boscobel.
Boscobel est une paroisse civile du Shropshire, en Angleterre.